# Władysław Mysniczenko
Władysław Petrowycz Mysniczenko (ukr. Владислав Петрович Мисніченко, ur. 13 kwietnia 1929 we wsi Kołomak, zm. 15 kwietnia 2019) – radziecki i ukraiński polityk komunistyczny.

## Życiorys
W 1952 ukończył Charkowski Instytut Lotniczy i został starszym inżynierem w fabryce. Kandydat nauk ekonomicznych, od 1955 członek KPZR i zastępca kierownika wydziału organizacji komsomolskich Komitetu Obwodowego Komsomołu w Charkowie. Od września 1957 instruktor wydziału organów partyjnych Komitetu Obwodowego Komunistycznej Partii Ukrainy w Charkowie, od maja 1959 zastępca kierownika wydziału organów partyjnych tego komitetu. W latach 1964–1972 II sekretarz Komitetu Miejskiego KPU w Charkowie, 1972–1980 II sekretarz Komitetu Obwodowego KPU w Charkowie, a od 10 czerwca 1980 do 5 stycznia 1990 I sekretarz Komitetu Obwodowego KPU w Charkowie. W latach 1981–1990 członek KC KPZR, deputowany do Rady Związku Rady Najwyższej ZSRR 10 i 11 kadencji (1979–1989) i do Rady Najwyższej Ukraińskiej SRR 10 i 11 kadencji. Od 1990 na emeryturze, od czerwca 1993 redaktor gazety „Silśkyj żurnał”, w latach 2006–2010 deputowany Rady Obwodowej w Charkowie, zastępca przewodniczącego komisji ds. zagadnień polityki agrarnej.

## Odznaczenia
- Order Rewolucji Październikowej
- Order Czerwonego Sztandaru Pracy (dwukrotnie)
- Order „Znak Honoru”